# Крюково (Тарусский район)
Крюково — деревня в Тарусском районе Калужской области России. Входит в состав сельского поселения «Деревня Алекино».

## География
Деревня находится в северо-восточной части Калужской области, в зоне хвойно-широколиственных лесов, в пределах северной части Среднерусской возвышенности, на левом берегу реки Иловы, к югу от автодороги 29Н-434, на расстоянии примерно 6 километров (по прямой) к югу от города Тарусы, административного центра района. Абсолютная высота — 178 метров над уровнем моря.

### Климат
Климат характеризуется как умеренно континентальный, с тёплым летом и умеренно холодной снежной зимой. Абсолютный минимум температуры воздуха составляет −46 °C; абсолютный максимум — 38 °C. Среднегодовое количество атмосферных осадков составляет 654 мм, из которых 441 мм выпадает в период с апреля по октябрь. Снежный покров держится в течение 139 дней.

### Часовой пояс
Деревня Крюково, как и вся Калужская область, находится в часовой зоне МСК (московское время). Смещение применяемого времени относительно UTC составляет +3:00.

## Население
| 2002 | 2010 |
| ---- | ---- |
| 2    | ↘1   |

В 2023 году составляет 7 человек постоянно проживающих, прописаных 0

### Национальный состав
Согласно результатам переписи 2002 года, в национальной структуре населения русские составляли 100 %.